# 谭琳 (清朝)
谭琳（？—？），河南淇县人，清朝政治人物。举人出身。
谭琳曾接替张怀德任福州府知府一职，由王原直接任。